# 阿莱尼亚
阿莱尼亚航空工业是過去一家意大利的宇航工业公司，Finmeccanica集团的子公司。
阿莱尼亚是参与欧洲台风和IDF项目的成员之一，阿莱尼亚也为包括波音和空中客车系列在内的许多民用航空产品提供组件。
阿莱尼亚航空公司的主要业务包括设计和制造民用和军用飞机的整机和组件，由旗下的子公司Aeronavali为民用和军用飞机提供检修，维护和升级服务。
这个公司由意大利Finmeccanica集团全资拥有。阿莱尼亚是波音、洛克希德·马丁、空中客车、EADS、達梭航太和BAE Systems等许多大航空工业公司的合作伙伴。

## 历史
阿莱尼亚航空工业创建于1990年，是Finmeccanica集团旗下的宇航和防务公司——Aeritalia公司和Selenia公司合并而成。 
阿莱尼亚公司以及其前身（包括著名的Aeritalia公司、菲亚特公司及Romeo公司）前后一共设计、制造和维修了超过12000架飞机。图灵地区的飞机制造产业最早由SIT公司开始于1910年，后来又有了Pomilio公司和Ansaldo公司参与，制造了SVA双翼侦察机。在第一次世界大战后，菲亚特公司进一步巩固了图灵的飞机制造产业。在首席设计师 Celestino Rosatelli和Giuseppe Gabrielli的领导下，菲亚特公司研制出了标志性的意大利制造的飞机 CR.32和CR.42双翼机，G.55战斗机和G.91系列轻型攻击教练机。Alenia在那不勒斯的工厂最早是由Nicola Rome建立的。因在Alfa运动汽车产业上的成就而被大家记住的Nicola Romeo，于1917年在那不勒斯建立了飞机制造公司（后来被Breda公司收购），他们生产的Ro.41双翼机在整个第二次世界大战期间都是列装的高级教练机。战后公司被并入芬梅卡尼卡（Finmeccanica）集团改称Aerfer。生产了Sagittario II，这是意大利第一款超音速飞机，由Sergio Stefanutti设计。1966年，公司进入飞机结构业务领域，制造了DC-9机身板。
1969年，Aerfer跟Fiat合并了他们的飞机制造业务创建了Aeritalia公司。随后公司参与欧洲台风和IDF等许多先进飞机的制造项目。
现在的阿莱尼亚航空公司公司是2002年，Finmeccanica集团整合旗下的相关产业后成立的独立全资子公司。
2012年1月，與旗下阿萊尼亞·馬基航空等子公司整併。